# Gayam (Bogorejo)
Gayam is een bestuurslaag in het regentschap Blora van de provincie Midden-Java, Indonesië. Gayam telt 1346 inwoners (volkstelling 2010).